# Bahnhof Nałęczów
Der Bahnhof Nałęczów (1877–1915 Bahnhof Wąwolnica, 1916–1926 Bahnhof Drzewce) befindet sich vier Kilometer nördlich der gleichnamigen Stadt in der Woiwodschaft Lublin in Polen, 30 Kilometer von der Stadt Lublin und 40 Kilometer von Dęblin entfernt. Das 1923–1926 erbaute Empfangsgebäude gehört zum zweiten Bahnhof des bekannten Kurorts.

## Geschichte

### Bahnhof Wąwolnica / Bahnhof Drzewce

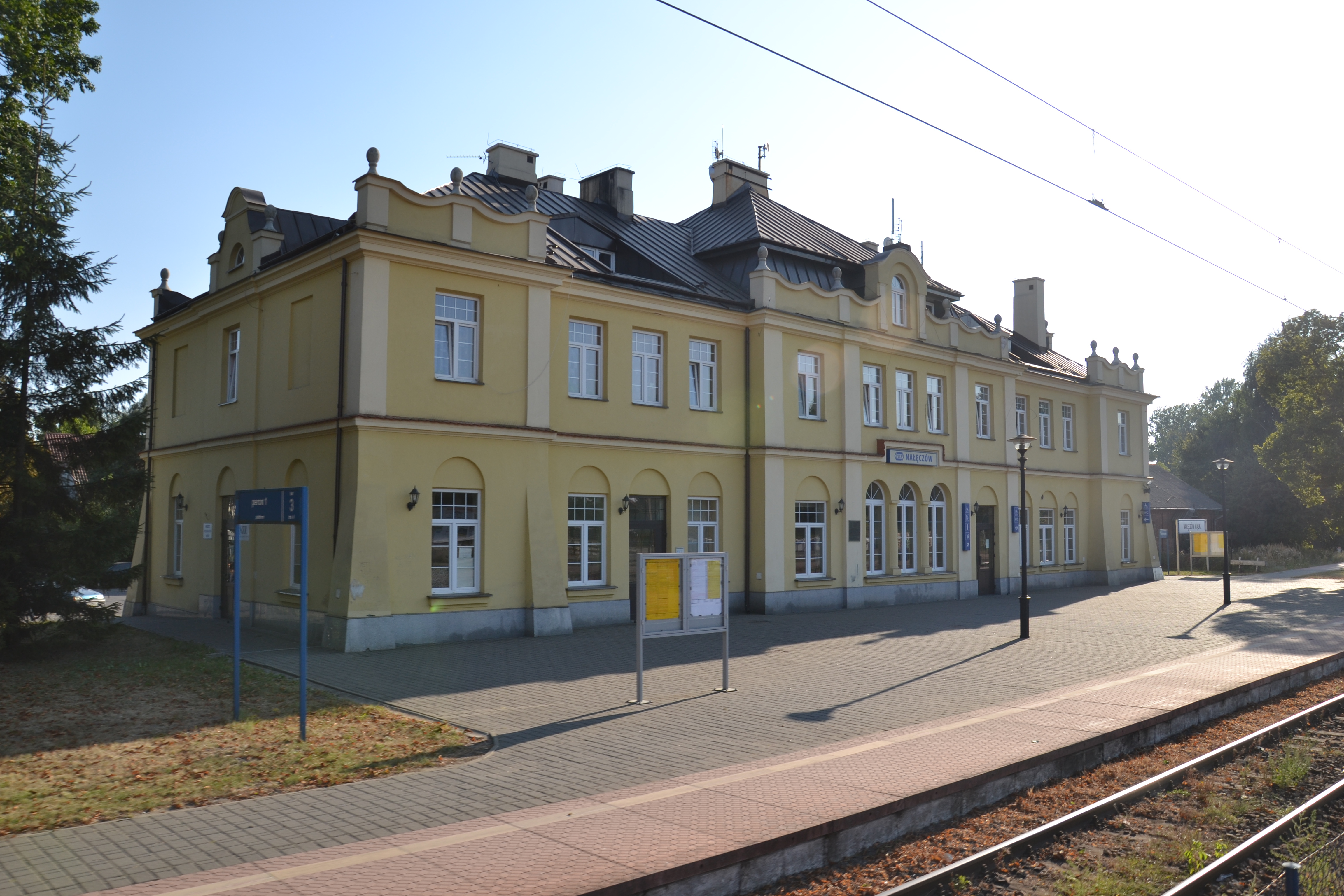
Gesamtansicht des Empfangsgebäudes

Der erste Bahnhof wurde bis 1877 beim Bau der russischen Weichselbahn von Kowel nach Mława errichtet. Er wurde nach dem acht Kilometer entfernten Ort Wąwolnica benannt. Die Kurgäste wurden dagegen im neun Kilometer östlich gelegenen „Bahnhof Nałęczów“ (heute Sadurki) abgefertigt. Die Jahre bis 1914 galten als „die goldene Ära“ in der Geschichte des Kurorts. Zu den bekannten Gästen zählten der Nobelpreisträger Henryk Sienkiewicz und der Schriftsteller Bolesław Prus.
Nach Errichtung der Schmalspurbahn erhielt Wąwolnica 1915 einen Bahnhof an deren Strecke, während der Bahnhof an der Hauptstrecke den Namen des nächstgelegenen Ortes Drzewce bekam.

### Bahnhof Nałęczów
In den 1920er Jahren wurden nach Gründung der Zweiten Polnische Republik Bahnhofsbauten wie der Lubliner im eklektizistischen Stil erweitert oder neu erbaut. Nałęczów erhielt bei Drzewce ein neu erbautes, repräsentatives Empfangsgebäude mit 13 Fensterachsen. Der Bahnhof des Kurorts wurde 1926 von Sadurki zum heutigen Standort verlegt. Um den Bahnhof bildete sich die Siedlung Drzewece-Kolonia.
Das Bahnhofsgebäude wurde 2009 renoviert. Es steht nicht unter Denkmalschutz (Stand: März 2016).

## Gleisanlagen
Die Gleisanlagen und Bahnsteige wurden 2016–2019 zwischen Puławy und Lublin vollständig erneuert und modernisiert. Östlich des Bahnhofs befindet sich ein Stellwerk.

## Nałęczów Wąskotorowy

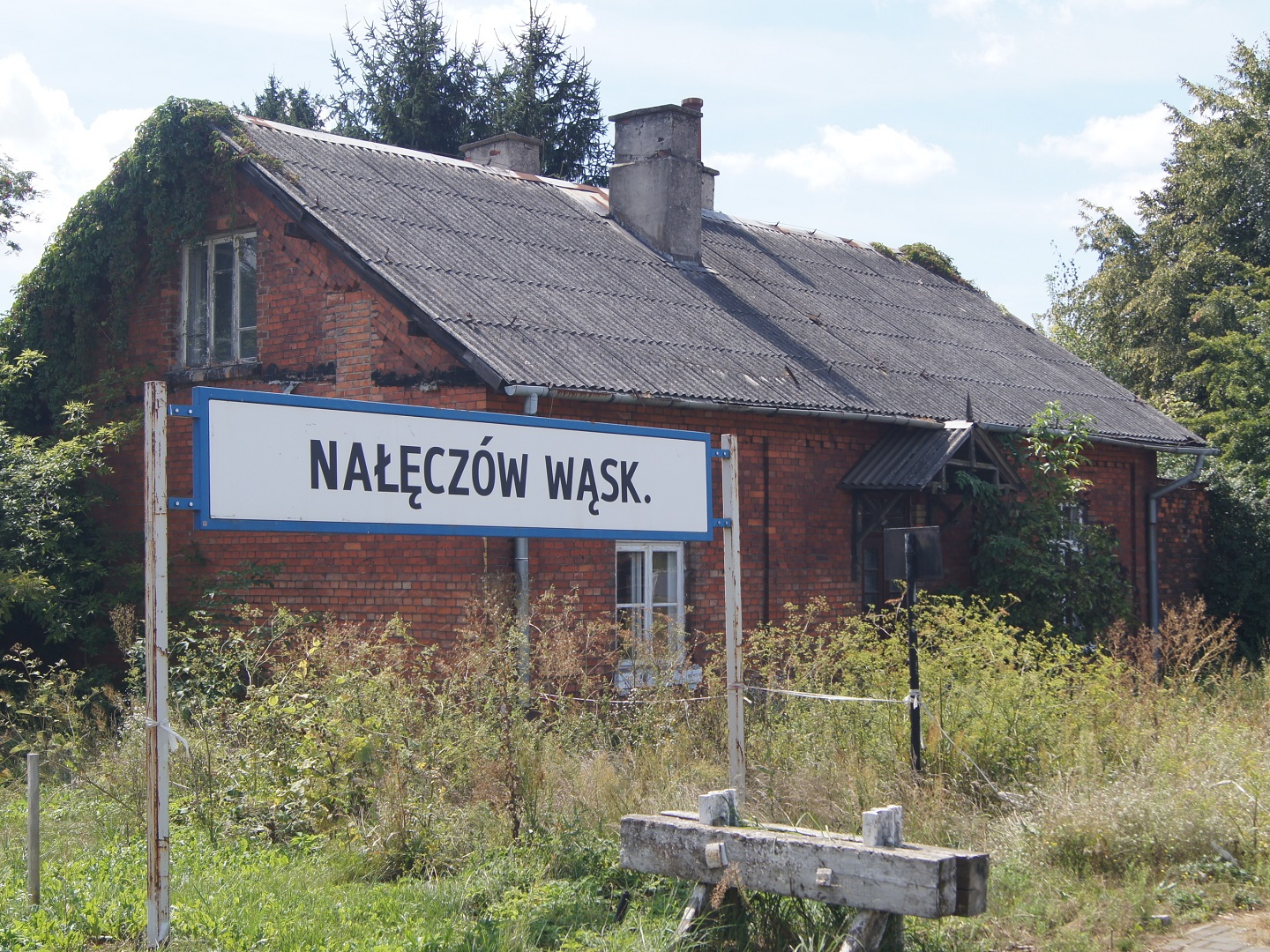
Nałęczów Wąsk[otorowy] – vor dem Schild der verbliebene Prellbock der Schmalspurbahn

Direkt westlich neben dem Empfangsgebäude befand sich die Endstation der eingleisigen Schmalspurbahn.